# Muerte accidental de un anarquista
Muerte accidental de un anarquista (Morte accidentale di un anarchico) es una obra de teatro del dramaturgo italiano Dario Fo estrenada en 1970. Según afirma el autor en el prólogo a la segunda edición, de 1974, los sucesos representados en la obra se basan en un hecho real ocurrido en Estados Unidos en 1921. Igualmente se ha encontrado inspiración en las circunstancias que rodearon el fallecimiento del ferroviario Giuseppe Pinelli en Milán un año antes del estreno de la obra. En los tres años siguientes a su estreno, solo en Italia, la obra fue vista por más de un millón de espectadores.

## Representaciones destacadas
- Varese, Italia, 5 de diciembre de 1970. Estreno.
  - Intérpretes: Grupo Teatral La Comune.

- Sala Cadarso, Madrid, 1978.[5]
  - Dirección: Jesús Sastre.
  - Traducción: Carla Matteini.
  - Intérpretes: Rafael Martín, Piero Falla, José Manuel Mora, Miguel Zúñiga, Mercedes Sanchiz.

- Wyndham's Theatre, Londres, 1980.
  - Intérpretes: Gavin Muir, John Surman, Gavin Richards, Jim Bywater, Susan Denaker y Clive Russell.

- Sala Olimpia, Madrid, enero de 1982.[6]
  - Dirección: Pere Pianella
  - Traducción: Guillem Jordi Graella.
  - Intérpretes: Carles Sales, Jordi Bosch, Josep Minguell, Pepe Muñoz, Enric Arredondo, Carme Callol.

- Belasco Theatre, Broadway, 15 de noviembre de 1984.
  - Dirección: Douglas C. Wager.
  - Intérpretes: Jonathan Pryce (El Loco), Gerry Bamman (Bertozzo), Joe Grifasi (Pisani), Bill Irwin (Sargento), Patti LuPone (La Periodista), Raymond Serra (Bellati).

- Teatro Borrás, Barcelona, 1992.[7]
  - Dirección: Ángel Alonso.
  - Intérpretes: Paco Morán, Xavier Capdet, Jordi Martínez, Antonio Badía, Nuria Cano.

- Teatro Bellas Artes, Madrid, 2003.
  - Dirección: Pere Pianella
  - Intérpretes: Aitor Mazo (El Loco), Ramón Ibarra, Ane Gabarain, Kike Díaz de Rada, Asier Hormaza, José Ramón Soroiz.

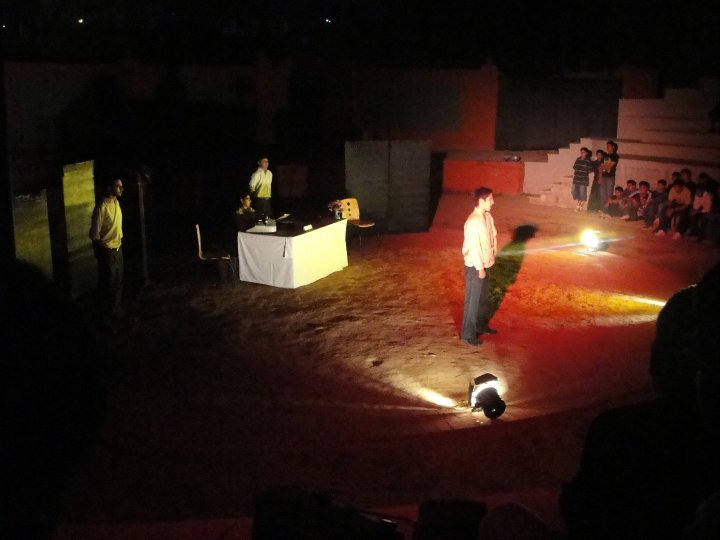
Momento de una representación de la obra en The Doon School (India, 2009)